# Glyphostoma hervieri
Glyphostoma hervieri is een slakkensoort uit de familie van de Clathurellidae. De wetenschappelijke naam van de soort is voor het eerst geldig gepubliceerd in 1932 door Dautzenberg.